# Колесов, Николай Саввич
Николай Саввич Колесов (5 января 1912 года, Туматский наслег, Якутская область, Российская империя — 31 декабря 1977 года) — охотник колхоза имени Ленина Усть-Янского района, Якутская АССР. Герой Социалистического Труда (1957). Депутат Верховного Совета СССР 6 совета. Депутат Верховного Совета Якутской АССР. Заслуженный охотник Якутской АССР.

## Биография
Родился в 1912 году в семье якутского потомственного охотника на территории современного Туматского национального наслега. После получения начального образования с 1930 года трудился охотником-промысловиком в колхозе имени Ленина (с 1961 года — совхоз «Усть-Янский») Усть-Янского района.
Занимался промыслом и добычей пушного зверя, а также ловил рыбу и охотился на оленей. Тщательное изучение местности и повадок песцов, обитавших на участке тундры у побережья моря Лаптевых (где находился его охотничий участок) позволили ему повысить результативность охоты.
В 1946 году перевыполнил план на 200 %. На протяжении 37 лет ежегодно перевыполнял план по сдаче меха. За выдающиеся производственные достижения и большой вклад, внесённый в освоение и внедрение новых прогрессивных методов труда в промышленности и сельском хозяйстве Якутской АССР удостоен звания Героя Социалистического Труда указом № 21 (888) Президиума Верховного Совета СССР от 1 октября 1957 года с вручением ордена Ленина и золотой медали «Серп и Молот».
Годовые планы добычи пушнины в 1959, 1960 и 1961 году выполнил на 300%, при этом в 1961 году добыл 107 песцов.
Избирался депутатом Верховного Совета СССР 6 созыва (1962—1966), Верховного Совета Якутской АССР, членом Якутского обкома КПСС.

## Награды
- Герой Социалистического Труда
- Орден «Знак Почёта»